# Instant Crush
Instant Crush ist ein Lied der französischen House-Formation Daft Punk aus dem Jahr 2013, in Zusammenarbeit mit dem US-amerikanischen Sänger Julian Casablancas.

## Entstehung
Das Lied wurde gemeinsam von den beiden Daft-Punk-Mitgliedern Thomas Bangalter und Guy-Manuel de Homem-Christo getextet, komponiert und produziert. Beim Schreibprozess bekamen die beiden Unterstützung durch Gastsänger Julian Casablancas.
Die Erstveröffentlichung von Instant Crush erfolgte am 17. Mai 2013 als Teil von Random Access Memories bei Columbia Records, dem vierten Studioalbum von Daft Punk (Katalognummer: 88883716862). Am 22. November 2013 erschien es als dritte Singleauskopplung aus dem Album.
Die Entstehungsgeschichte des Liedes reicht bis ins Jahr 2010 zurück, als Daft Punk noch am Soundtrack für den Film Tron: Legacy arbeiteten. Zu dieser Zeit existierte bereits eine frühe Demoaufnahmen des Stücks unter dem Arbeitstitel „Summer Crush“. Die Zusammenarbeit mit Casablancas kam durch einen gemeinsamen Freund zustande. Als Casablancas die instrumentale Version des Liedes hörte, war er sofort einverstanden, den Gesang beizusteuern. Diese Begegnung führte zur finalen Version von Instant Crush.

## Inhalt
Instant Crush handelt von einer komplexen und unerfüllten Liebesgeschichte. Der Song erzählt von zwei Personen, die starke Gefühle füreinander haben, diese aber nie offen aussprechen. Es geht um eine sofortige Anziehung oder Verbindung, die man zu jemandem spürt, aber nicht auslebt. Ein zentrales Thema bildet dabei die Traurigkeit über verpasste Chancen in der Liebe. Die Protagonisten verpassen die Gelegenheit, ihre Gefühle zu offenbaren, was zu Bedauern und unerfüllter Sehnsucht führt.

## Stil
Das Lied lässt sich dem Genre Electronic-Rock zuordnen und vereint Elemente aus Indie-Rock und Synthiepop. Er zeichnet durch ein mittleres Tempo von etwa 110 Schlägen pro Minute aus und ist in f-Moll komponiert. Charakteristisch für das Lied sind die schimmernden Synthesizer-Arpeggios, die dem Stück eine nostalgische, an die 1980er-Jahre erinnernde Atmosphäre verleihen. Casablancas’ Gesang wird durch subtile Vocoder-Effekte verfremdet, was dem Song eine futuristische Note gibt und gleichzeitig Daft Punks Markenzeichen aufgreift. Die Gitarrenparts, die sich nahtlos in die elektronische Klanglandschaft einfügen, unterstreichen den Crossover-Charakter des Liedes. Besonders hervorzuheben ist der kontrastierende Wechsel zwischen den verhaltenen Strophen und dem kraftvollen, emotional aufgeladenen Refrain. Die Produktion zeichnet sich durch eine dichte Textur aus überlagerten Synthesizer-Spuren aus, die von einem prägnanten, aber zurückhaltenden Schlagzeugpattern unterstützt werden. Diese Kombination aus elektronischen und organischen Elementen schafft eine einzigartige Klangästhetik, die sowohl Daft Punks elektronische Wurzeln als auch Casablancas’ Indie-Rock-Hintergrund reflektiert.

## Musikvideo
Das dazugehörige Musikvideo, in dem Casablancas zu sehen ist, feierte seine Premiere im französischen Fernsehen. Es entstand unter Regie von Warren Fu.

## Kommerzieller Erfolg

### Chartplatzierungen
| ChartsChartplatzierungen | Höchstplatzierung | Wochen |
| ------------------------ | ----------------- | ------ |
| Frankreich (SNEP)        | 4 (75 Wo.)        | 75     |
| Schweiz (IFPI)           | 40 (12 Wo.)       | 12     |

| ChartsJahrescharts (2013) | Platzierung |
| ------------------------- | ----------- |
| Frankreich (SNEP)         | 177         |

| ChartsJahrescharts (2014) | Platzierung |
| ------------------------- | ----------- |
| Frankreich (SNEP)         | 16          |

### Auszeichnungen für Musikverkäufe
| Land/Region                  | Auszeichnungen für Musikverkäufe (Land/Region, Auszeichnung, Verkäufe) | Verkäufe  |
| ---------------------------- | ---------------------------------------------------------------------- | --------- |
| Dänemark (IFPI)              | Gold                                                                   | 45.000    |
| Frankreich (SNEP)            | Gold                                                                   | 81.800    |
| Italien (FIMI)               | Gold                                                                   | 25.000    |
| Kanada (MC)                  | Platin                                                                 | 80.000    |
| Mexiko (AMPROFON)            | Platin                                                                 | 60.000    |
| Neuseeland (RMNZ)            | Gold                                                                   | 15.000    |
| Spanien (Promusicae)         | Platin                                                                 | 60.000    |
| Vereinigte Staaten (RIAA)    | Platin                                                                 | 1.000.000 |
| Vereinigtes Königreich (BPI) | Silber                                                                 | 200.000   |
| Insgesamt                    | 1× Silber · 4× Gold · 4× Platin ·                                      | 1.566.800 |

Hauptartikel: Daft Punk/Auszeichnungen für Musikverkäufe